# Влад Шериф
Влад Шериф (нар. 17 листопада 1998, Харків) — український поп-виконавець, автор пісень. Півфіналіст тринадцятого сезону талант-шоу «Голос країни». Фіналіст нацвідбору на євробачення 2025. Режисер, кліпмейкер.

## Життєпис
Влад Шериф народився у Харкові у 1998 році. 
2005 року вступив до Ліцею №95 у Харкові, де провчився дев'ять класів й отримав неповну середню освіту.
2014 року вступив до Харківського машинобудівного фахового коледжу де навчався до 2017 року та здобув повну середню освіту.
2017 року вступив до Харківського національного університету Повітряних Сил імені Івана Кожедуба, за спеціальністю «Програмна інженерія» закінчивши його у 2021 році з дипломом бакалавра.
2023 року став студентом Київського університету культури. На спеціальність «Режисер кіно і телебачення» у Києві.
У 2023 році Шериф став режисером музичного кліпу для фіналістки національного відбору на «Євробачення-2024» в Україні на пісню «Палала» співачки Anka.

### Благодійність
2022 року під час повномасштабного вторгнення Росії в Україну Шериф почав активно займатися волонтерством та благодійними виступами на підтримку внутрішньо переміщених осіб і дітей постраждалих від війни.

## Музична кар'єра
Вперше заявив про себе о 2018 році на вокальному талант-шоу «Голос країни» (8 сезон). Де заспівав пісню англо-норвезького музиканта та продюсера Алана Вокера — «Faded», але не зміг розвернути крісла тренерів на сліпих прослуховуваннях та покинув конкурс.
У 2022 році випустив пісню «Мамо, я пам'ятаю» та трек «Гради». 
10 вересня 2023 року Шериф стає учасником талант-шоу «Голос країни» (13 сезон) на телеканалі 1+1 Україна. Заспівавши пісню переможниці пісенного конкурсу «Євробачення-2023», шведської співачки Лорін «Tattoo». Шериф розвертає крісла всіх тренерів, й обрав команду Артема Пивоварова. Надалі Шериф проходить наступний етап шоу «батли» та потрапляє у півфінал проєкту. Шериф стає півфіналістом шоу та покидає проєкт за крок до фіналу на етапі крос-батлів. Через глядацьке голосування, місце у суперфіналі Шериф передає конкурентці .
У 2023 році Шериф випускає пісню «Шо ти несеш?», яка стає першою веселою піснею від початку повномасштабного вторгнення Росії в Україну.
У лютому 2024 року, Шериф взяв участь у національному відборі на Євробачення 2024 в Україні як бек-вокаліст у виступі співачок Jerry Heil та alyona alyona з піснею «Teresa & Maria». Їхній виступ переміг, і вони представили Україну на «Євробаченні-2024» у Швеції.
11 грудня 2024 року стало відомо, що Шериф потратив до лонглисту національного відбору на «Євробачення-2025».
8 лютого 2025 року, Влад виступив на сцені національного відбору на євробачення, як фіналіст.

## Дискографія

### Сингли
- «Хватит танцевать» (2019)
- «Останься» (2022)
- «Мамо, я пам'ятаю» (2022)
- «Гради» (2022)
- «Шо ти несеш?» (2023)
- «Wind of change» (2025)